# کریستیان روشفور

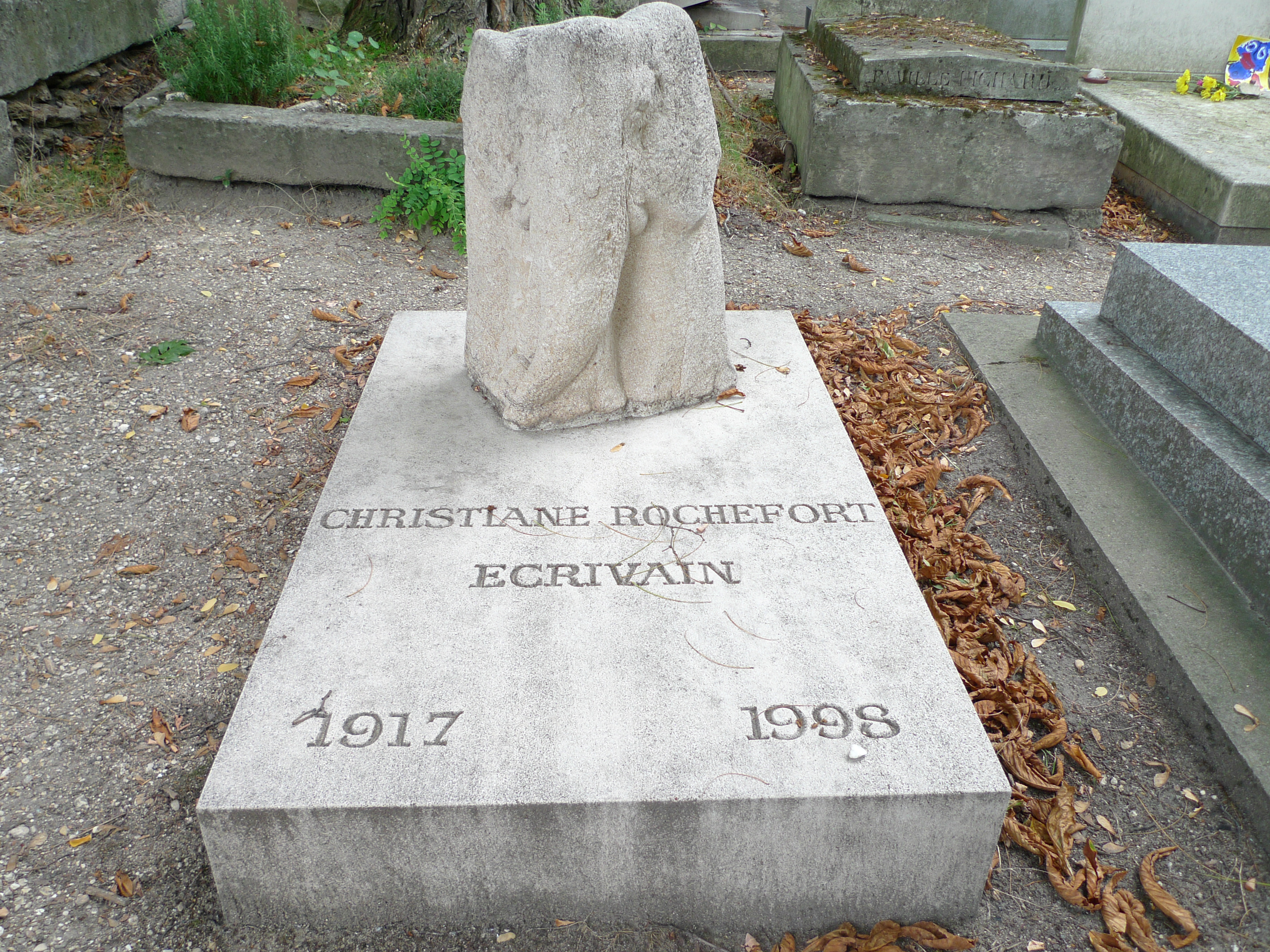
سنگ مزار روشفور. مجسمه فیلی که بر بالای آن است را خودش تراشیده بود.

کریستیان رُنه روشفور (Christiane Renée Rochefort)، (۱۷ ژوئیه ۱۹۱۷– ۲۴ آوریل ۱۹۹۸)، نویسنده فمینیست فرانسوی بود.

## زندگی‌نامه
کریستیان روشفور در خانواده‌ای پاریسی و متمایل به گرایش‌های چپ زاده شد و پدرش در جنگ داخلی اسپانیا به بریگاد بین‌المللی پیوسته بود.
او بیشتر وقتش را به تفریح کردن، مجسمه‌سازی، گرده برداری، موسیقی، تحصیلات نامنظم و پراکنده میان پزشکی و روان‌شناسی و سوربون (که حتی نتوانست پایان‌نامه‌اش را نیز تکمیل کند) و نویسندگی برای دل خودش می‌گذراند و در اوقات فراغتی که برایش می‌ماند به فعالیت برای به‌دست آوردن هزینه‌های زندگیش می‌پرداخت.
کریستیان روشفور به عنوان یک خبرنگار کار می‌کرد و پیش از نوشتن اولین رمان خود با نام استراحت جنگجو (به فرانسوی: Le Repos du guerrier) در سال ۱۹۵۸، نزدیک به ۱۵ سال را در مطبوعات وابسته به جشنواره فیلم کن کار می‌کرد. این رمان همچون برخی از کارهای پسین او فروش خوبی پیدا کرد و در سال ۱۹۶۲، فیلمی به کارگردانی روژه وادیم و با بازیگری بریژیت باردو از روی آن ساخته شد. او تا سال ۱۹۶۸ در مطبوعات جشنواره فیلم کن کار کرد تا اینکه به علت افکار دگراندیشانه‌اش اخراج شد. رمان‌های او را می‌توان به هجوهای واقع‌گرایی اجتماعی در فرانسه جدید یا فانتزی‌های آرمان‌شهری و پادآرمان‌شهری دسته‌بندی کرد. قلمی تند و تیز، بیانی تلخ در به‌هم‌زدن لجن‌های اجتماع، که مردم فرانسه به ویژه طبقه متوسط و نیز ثروتمندان سعی می‌کنند نادیده بگیرند، از خصوصیات کار او در همه آثارش است. او در سال ۱۹۸۸ جایزه مدیسی را از آن خود کرد. رمان‌های او دربرگیرنده عناصر قوی جنسی نیز هستند. بچه‌های کوچک قرن معروفترین و پرفروشترین رمان روشفور است که بی پروا به طرح روابط جنسی یک دختر نوجوان از خانواده ای کارگری می‌پردازد و ابوالحسن نجفی آن را جسورانه در سال ۱۳۴۴ به فارسی ترجمه کرد.

## رمان‌ها
- استراحت جنگجو. ترجمهٔ پرویز شهدی. تهران: انتشارات معین. ۱۳۸۳. شابک ۹۶۴-۷۶۰۳-۲۶-۶.
- بچه‌های کوچک قرن. ترجمهٔ ابوالحسن نجفی. تهران: نشر نیل. ۱۳۴۴.
- غزل‌هایی برای سوفی (به فرانسوی: Les stances à Sophie) (۱۹۶۳)
- گل سرخی برای موریسون (به فرانسوی: Une rose pour Morrison) (۱۹۶۶)
- Printemps au parking (۱۹۶۹)
- آکادئو یا باغ درخشان (به فرانسوی: Archaos, ou le Jardin Etincelant) (۱۹۷۲)
- Encore heureux qu'on va vers l'été (۱۹۷۵)
- Quand tu vas chez les femmes (۱۹۸۲)
- La porte du fond (۱۹۸۸) (این کتاب برنده جایزه مدیسی شد)
- Conversations sans paroles (اولین چاپ: ۱۹۹۷)